# Дитяча розеола
Дитяча розеола (англ. roseola infantum; також раптова екзантема, англ. exanthema subitum, шоста хвороба, дитяча триденна гарячка, псевдокраснуха, англ. pseudorubella) — інфекційне захворювання, первинна інфекція вірусом герпесу людини 6-го типу і, рідше, 7-го типу, поширене серед дітей, переважно до 2-річного віку.
Інші назви: Exanthema subitum, шоста хвороба, псевдокраснуха, раптова екзантема, дитяча триденна гарячка, roseola infantum, pseudorubella.
Хвороба починається з раптового підйому температури тіла до 39-40 °С, така гарячка зберігається протягом 3-5 днів без будь-яких інших симптомів. Коли гарячка проходить, протягом доби на тілі поширюється висип у вигляді невеликих плям — розеол, які зберігаються 4-7 днів; при цьому інші симптоми нездужання відсутні.
В Україні діагноз «дитяча розеола» клінічно ставиться дуже рідко — частіше всього початок хвороби асоціюють із респіраторною інфекцією, а висип — з алергічним дерматитом (найчастіше підозрюється, що спричинили алергію ліки, прийняті для «лікування ГРВІ»).

## Етіологія
Збудники належать до герпесвірусів, видів 6-го і 7-го типів, характеризуються Т-клітинною лімфотропією. Людський вірус герпесу 6-го типу є збудником дитячої розеоли, а от у дорослих часто спричинює синдром хронічної втоми. У 10 % випадків є зв'язок із вірусом герпесу людини 7-го типу.

## Патогенез
Віруси через дихальні шляхи і кров потрапляють у шкіру і спричинюють пошкодження тканини, інфікують мононуклеарні клітини і стимулюють вироблення прозапальних цитокінів (інтерлейкін-1b та фактор некрозу пухлини-α). Збудники нейтралізуються циркулюючими і клітинними імунними факторами, що і зумовлює появу висипу.

## Епідеміологічні особливості
Дитяча розеола належить до найбільш частих екзантемних хвороб раннього дитячого віку. Механізм передачі — повітряно-крапельний. Час максимального прояву між 6 і 24 місяцями життя. У віці 4 років майже у всіх дітей визначаються антитіла. Характерна сезонність — весна і початок літа.

## Клінічні прояви

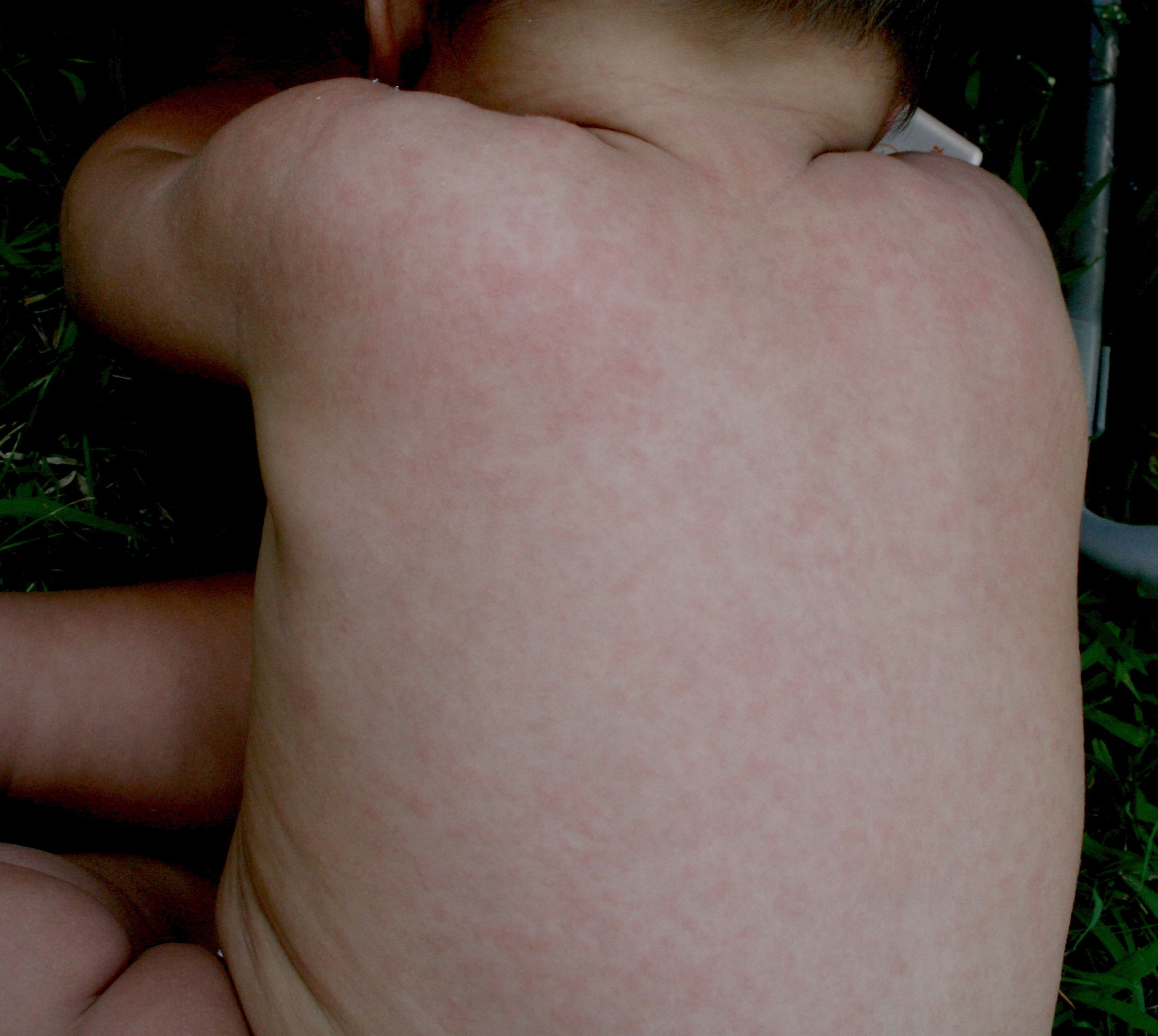
Екзантема при дитячій розеолі

Інкубаційний період триває 5-15 днів. Зазвичай захворювання починається гостро з підйому температуритіла до фебрильних цифр 38-39°C. При цьому відсутні будь-які інші прояви хвороби. Немає катаральних явищ, кашлю, нежиттю. Через 3-4 дні гарячки з'являється розеольозний, рідше макулопапульозний висип — спочатку на грудях і животі, а за кілька годин по всьому тілу. Зрідка виникає на обличчі. У цій стадії іноді виникає лімфаденіт, можуть збільшуватися нижньощелепні лімфатичні вузли. Після появи висипу температура тіла більше не піднімається. Висип поступово згасає, не залишаючи пігментації чи лущення.

## Діагностика
Діагноз є клінічним, ґрунтується на характерній етапності гарячка-висип. У клінічному аналізі крові присутня лейкопенія, відносний лімфоцитоз. Специфічна діагностика заснована на виявленні ДНК герпесвірусів у полімеразній ланцюговій реакції. Для ретроспективної діагностики застосовується серологічна діагностика — поява специфічних, відповідних для кожного типу герпесвірусів IgG.

## Лікування
Специфічне лікування не потрібне. У період підйому температури застосовують за потребою жарознижувальні засоби (ібупрофен, парацетамол). У дітей з імуносупресією можливе застосування фоскарнету, меншою мірою ацикловіру.